# 禾刀
禾刀部分人稱禾刀星，就道教或東亞民間信仰而言，是指行年輪值諸星之一。以《三六九十二四季之月》道法舉例，禾刀指甲子、癸酉、壬午、辛卯、庚子、己酉等行年凶日。道教認為，人如輪值該星，白虎入宅，當損不明知壬。若涉及上官、赴任、起蓋、嫁娶、葬埋等活動，主人容易疾病孝服、主虎傷人口、刀兵之事等。除避凶外，以道教符籙派信仰而言，解決方法為修齋建醮。